# Thrinchostoma petersi
Thrinchostoma petersi är en biart som beskrevs av Blüthgen 1930. Thrinchostoma petersi ingår i släktet Thrinchostoma och familjen vägbin. Inga underarter finns listade i Catalogue of Life.